# Каскејд Локс (Орегон)
Каскејд Локс (енгл. Cascade Locks) град је у америчкој савезној држави Орегон.

## Демографија
По попису из 2010. године број становника је 1.144, што је 29 (2,6%) становника више него 2000. године.
| Група             | 2000.       | 2010.       |
| Белци             | 947 (84,9%) | 942 (82,3%) |
| Афроамериканци    | 1 (0,1%)    | 6 (0,5%)    |
| Азијати           | 8 (0,7%)    | 10 (0,9%)   |
| Хиспаноамериканци | 80 (7,2%)   | 104 (9,1%)  |
| Укупно            | 1.115       | 1.144       |